# The Nanny
The Nanny is een Amerikaanse komedieserie die gaat over een Amerikaanse kinderjuffrouw in de familie van een Engelse theaterproducent die op Broadway werkt. De serie speelt in New York. De serie had zes seizoenen, en werd in de Verenigde Staten uitgezonden tussen 1993 en 1999.
De serie werd ook in Nederland uitgezonden op Nederland 1 door de NCRV en werd diverse malen op RTL 5 en NET5 herhaald. In 2023 is de serie te zien op RTL Lounge.
In België was de serie oorspronkelijk te zien op Eén. Ondertussen werd deze al enkele keren herhaald op VTM, VIER en VIJF.

## Verhaal
De serie begint met Fran Fine (Fran Drescher), die in de bruidswinkel werkt van haar vriendje Danny, en eigenlijk wacht tot hij haar ten huwelijk zal vragen. In plaats daarvan dumpt hij haar niet alleen, maar ontslaat hij haar ook direct uit zijn winkel. Fran pakt daarom haar oude baantje weer op en gaat met make-up langs de deuren om geld te verdienen. Op een gegeven moment klopt ze aan bij het huis van Maxwell Sheffield (Charles Shaughnessy), een rijke Broadway-musicalproducer. De butler Niles (Daniel Davis) ziet Fran aan voor een sollicitante voor de baan als kinderjuffrouw en haalt haar binnen. Fran heeft amper de tijd om hem tegen te spreken en voor ze het weet trekt ze in het huis als de nieuwe kinderjuf.
Haar taak is voor de drie kinderen van Maxwell te zorgen, Margaret "Maggie" (Nicholle Tom), Brighton (Benjamin Salisbury) en Grace "Gracie" (Madeline Zima), die sinds de dood van hun moeder de ene na de andere kinderjuf hebben versleten. Fran lijkt een blijvertje te zijn, als ze niet alleen de harten van de kinderen, maar ook dat van Maxwell voor zich weet te winnen. Ze is vanaf het eerste moment al vrienden met Niles, die met blijde ogen toeziet hoe het huis vervuld wordt met de warmte van Fran. De zakenpartner van Maxwell, C.C. Babcock (Lauren Lane), heeft het echter niet zo op Fran. Zij ziet ook hoe Fran de levens in het huis opvrolijkt en is bang dat Fran er binnenkort vandoor gaat met Maxwell, op wie C.C. zelf een oogje heeft.
De spanning tussen Maxwell en Fran is al snel te merken en enkele keren komt het wel heel dicht bij een hoogtepunt. Niles kijkt toe hoe zowel Maxwell en Fran beiden jaren om hun gevoelens heen draaien en probeert dan ook regelmatig hen wat dichter bij elkaar te brengen. Dit in tegenstelling tot C.C., die juist haar best doet om Fran het huis uit te werken en een eigen plekje in Maxwells hart te veroveren. De voorkeur van iedereen is meer dan eens duidelijk en ook de kinderen raken in paniek bij de gedachte dat C.C. ooit met hun vader kan trouwen, en dat Fran dan het huis wordt uitgezet.
Na jaren van ontkenning geven Fran en Maxwell toe aan hun gevoelens en in de slotaflevering van seizoen 5 trouwen ze. Vanaf dan proberen ze kinderen te krijgen, wat niet zo gemakkelijk gaat als gedacht. Terwijl Fran en Maxwell hiermee bezig zijn, lijkt de haat tussen Niles en C.C. een andere wending te nemen en verandert tijdens een verhitte discussie plotseling in lust. Na enkele weken geven zij ook toe en worden ze een koppel.
In de laatste afleveringen van seizoen 6, tevens de laatste afleveringen van de serie, gebeuren veel positieve dingen. Fran is inmiddels zwanger van een tweeling en Maggie trouwt met ondergoedmodel Michael. C.C. en Niles trouwen, terwijl Fran bevalt van een jongen en een meisje. In de laatste minuten horen C.C. en Niles dat ze ook een kindje zullen krijgen.
Uiteindelijk krijgt Maxwell de carrièrekans van z'n leven om een musical te produceren in Los Angeles. Het hele gezin vertrekt naar L.A., op Maggie, Michael en Brighton na, die met z'n drieën naar Parijs gaan.

## Terugkerende grappen
- Fran's familie: Fran heeft een gigantische familie, wat blijkt uit haar regelmatige verhalen. Elke aflevering wordt er wel iets gezegd waardoor ze wordt herinnerd aan een familielid, wat ze dan vervolgens uitgebreid uitlegt aan iedereen, of zij het willen of niet.
- Barbra Streisand: Fran en haar moeder Sylvia zijn helemaal gek van Barbra Streisand en grijpen dan ook elke kans aan om haar in het echt te zien, iets wat ze nog nooit is gelukt.
- Grace's psychologische problemen: Grace is 6 als Fran er komt werken en al snel is duidelijk dat Grace veel volwassener is dan haar leeftijdsgenootjes. Ze begrijpt niets van kindertaal, alleen woorden die regelrecht uit de encyclopedie lijken te komen en ze loopt al jaren bij een psychiater.
- Maxwell's rivaliteit met Andrew Lloyd Webber: Webber is een andere musicalproducer, aan wie Maxwell een grondige hekel heeft. Dit komt doordat Maxwell ooit de kans had om Cats te produceren, wat hij had afgeslagen. Vervolgens had Andrew het aanbod wel aangenomen en bleek Cats juist een groot succes te zijn. Sindsdien komt Andrew met de ene na de andere grote musical, terwijl die van Maxwell lijken te floppen. Fran herinnert hem soms aan zijn fiasco, tot zijn grote ergernis.
- De haat tussen Niles en C.C.: Niles en C.C. hebben sinds de eerste ontmoeting al een hekel aan elkaar. C.C. probeert wanhopig de nieuwe vrouw van Maxwell te worden, maar Niles saboteert haar plannen keer op keer, zeker wanneer Fran in het huis komt wonen. Zijn goed gemikte beledigingen zijn altijd gericht op C.C. en hij doet alles om haar voor schut te zetten.
- Yetta's gezondheidstoestand: Yetta is de oma van Fran en is al dik in de 70. Ze is zo gek als een deur en lijkt keer op keer overtuigd te zijn dat Maxwell en Fran zijn getrouwd. Vaak genoeg noemt ze Brighton "Schmoey" en doet ze tegenover familie alsof hij Joods is, om zo geld te kunnen vangen. Vaak denkt ze ook dat huize Sheffield een hotel is en geeft ze daarom Niles fooien.
- Fran's stem: Fran heeft een erg schelle, nasale en harde stem.
- Fran's eigenschap zich overal in te mengen
- De nieuwsgierigheid van Niles: Niles doet vaak of hij druk bezig is met afstoffen, maar in werkelijkheid speelt hij dan luistervink.
- C.C.'s slechte gevoel voor sentimentaliteit
- Sylvia's enorme voorliefde voor eten
- Het onzichtbaar personage de vader van Fran. Morty wordt regelmatig toegeschreeuwd vanuit de keuken door zijn vrouw Sylvia.
- Yetta's liefdesleven op hoge leeftijd
- Fran's leeftijd en kleding: Fran aanvaardt niet dat ze al in de dertig is en kleedt zich dan ook erg jong. Ook heeft ze een huizenhoog kapsel en veel make-up.
- Valerie's naïviteit. Val is de beste vriendin van Fran van Italiaanse afkomst.
- Niles' gierigheid
- Maggie's wisselende aanbidders
- Brighton's commentaar op zijn zussen
- C.C.'s onvermogen de namen van de kinderen te onthouden
- De hond Chester, die zijn bazin C.C. erg haat
- Fran's Joodse afkomst
- Niles' zelfmedelijden
- Er zijn regelmatig beroemde mensen die een gastrol spelen in de serie, zoals Donald Trump, Elizabeth Taylor, Elton John, Marvin Hamlish, Michael Bolton, Bette Midler, Roger Clinton, Joan Collins, Rosie O'Donnell, Ray Charles, Pamela Anderson, Dan Aykroyd en Whoopi Goldberg. Deze worden uiteraard meegesleurd in de komische verwikkelingen. Als Fran deze beroemdheden ontmoet roept ze altijd: I'm your biggest fan!
- Fran's pogingen een man te vinden. Vooral haar moeder wil graag dat haar dochter trouwt. Fran ontmoet onder andere een leraar Frans, een begrafenisondernemer die clown wil worden, een maffioso, een mannelijke nanny, een verstekeling en de leraar van Maggie.

## Spin-offs
Nadat de originele serie gestopt was is er sinds 2001 wereldwijd een groot aantal lokale versies van The Nanny gemaakt. Vooral in Latijns-Amerika en Oost-Europa werd er veelvuldig een spin-off van de serie gemaakt. Deze series houden zich vaak sterk aan de oorspronkelijke verhaallijn, maar dan aangepast aan de cultuur en de taal en humor van het betreffende land.

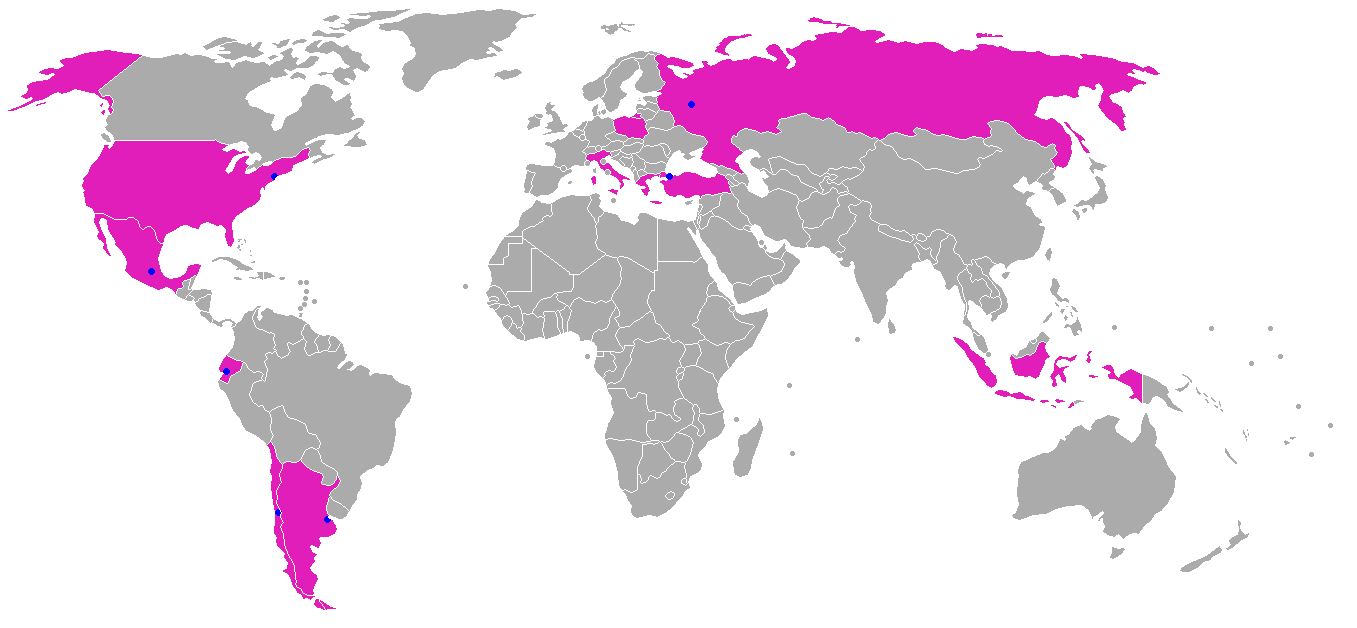
Landen met een eigen versie van The Nanny.

- Argentinië - La Niñera, sinds 2004
- Chili - La Nany, sinds 2005
- Ecuador - La Niñera
- Griekenland - Η Νταντά, van 2003 tot 2005
- Indonesië - Neny, in productie
- Mexico - La Niñera
- Polen - Niania, van 2005 tot 2009
- Rusland - Моя Прекрасная Няня, sinds 2004
- Turkije - Dadı, van 2001 tot 2004

## Dvd
In juli 2005 werd de eerste reeks op dvd uitgebracht in de Verenigde Staten, enkele maanden later kwam die ook in Nederland uit. De tweede reeks werd op 2 mei 2006 uitgebracht in de Verenigde Staten en kwam op 25 mei van dat jaar ook in Nederland uit. De derde reeks zou uitkomen in maart 2007, maar er waren problemen over de filmrechten. Seizoen drie wordt in de Verenigde Staten uitgebracht op 17 maart 2009 en in Europa op 5 maart 2009.
| Dvd                     | Reg. 1        | Reg. 2          | Aantal afleveringen | Extra's                                              |
| ----------------------- | ------------- | --------------- | ------------------- | ---------------------------------------------------- |
| Volledig eerste seizoen | 12 juli 2005  | 9 augustus 2005 | 22                  | Commentaar van Fran Drescher The Making of The Nanny |
| Volledig tweede seizoen | 2 mei 2006    | 25 mei 2006     | 26                  | Geen                                                 |
| Volledig derde seizoen  | 17 maart 2009 | 5 maart 2009    | 27                  | -                                                    |

## Hoofdrollen
Legenda
 = Hoofdrol
 = Bijrol
 = Gastrol
| Acteur/Actrice      | Personage                      | S1 | S2 | S3 | S4 | S5 | S6 |
| ------------------- | ------------------------------ | -- | -- | -- | -- | -- | -- |
| Fran Drescher       | Francine "Fran" Fine           | 22 | 26 | 27 | 26 | 23 | 22 |
| Charles Shaughnessy | Maxwell Sheffield              | 22 | 26 | 27 | 26 | 23 | 22 |
| Daniel Davis        | Niles                          | 22 | 26 | 27 | 26 | 23 | 21 |
| Lauren Lane         | Chastity Claire "C.C." Babcock | 22 | 26 | 27 | 26 | 21 | 22 |
| Nicholle Tom        | Margaret "Maggie" Sheffield    | 22 | 26 | 26 | 24 | 23 | 20 |
| Benjamin Salisbury  | Brighton Sheffield             | 22 | 26 | 27 | 26 | 23 | 22 |
| Madeline Zima       | Grace "Gracie" Sheffield       | 22 | 26 | 26 | 26 | 22 | 22 |
| Rachel Chagall      | Valerie "Val" Toriello         | 6  | 7  | 14 | 16 | 18 | 18 |
| Renée Taylor        | Sylvia Rosenberg-Fine          | 7  | 7  | 17 | 21 | 21 | 22 |
| Ann Guilbert        | Yetta Rosenberg                | 1  | 7  | 9  | 12 | 13 | 15 |